# Almanach 1999
Pour plus de détails, voir Fiche technique et Distribution.
Almanach 1999 est un  film documentaire québécois en couleur réalisé par Denys Desjardins, sorti en 1999.

## Synopsis
Ce film parle des arts divinatoires. Il montre un voyant, un astrologue, un prophète, un sceptique, un philosophe, un cultivateur.

## Fiche technique
- Titre : Almanach 1999
- Réalisation : Denys Desjardins
- Production : Nicole Lamothe / Office national du film du Canada
- Scénario : Denys Desjardins
- Photographie : Jean-Pierre Saint-Louis et Gilbert Lemire
- Montage : Vincent Guignard
- Musique : Miriodor
- Langue : français

## Distribution
- Jocelyne Blouin : la météorologue
- Alain Bonnier : le sceptique
- Robert Ducharme: l'astrologue
- Hauris Lalancette: le cultivateur
- Denis Ménard: le cosmoparapsychologiste
- Michel Morin: le prophète
- Bernard Simon Nagy : l'ancien
- Maurice Poulin: l'exégète
- Jacques Sénécal: le philosophe
- Benoît Villeneuve : l'astrophysicien